# Titanosaurimanus nana
Titanosaurimanus nana vrsta je sauropoda koja pripada rodu Titanosaurimanus. Pripadnici ove vrste živjeli su prije 105,3 – 99,7 milijuna godina. Jedino su pronađeni otisci stopala i to na nalazištu Solaris I u Istri. Stražnji otisci ove vrste dugi su do 50 cm, a prednji do 25 cm.

## Vanjske poveznice
- †Titanosaurimanus nana Dalla Vecchia and Tarlao 2000 (sauropod)  Arhivirana inačica izvorne stranice od 21. ožujka 2021. (Wayback Machine), Fossilworks
- Titanosaurimanus nana ✝, Mindat.org